# John Livingstone Nevius
John Livingston Nevius (4 mars 1829 - 19 octobre 1893) est un missionnaire protestant qui a travaillé pendant quarante ans en Chine, où il avait été envoyé par la Mission presbytérienne américaine. Ses idées sur le travail missionnaire ont été déterminantes dans l'évangélisation de la Corée par les presbytériens.

## Biographie
John Nevius est né dans une ferme à mi-chemin entre les villages de Lodi et d'Ovid, dans le "pays des lacs" de l'ouest de L’État de New York, un cadre campagnard idyllique à proximité du Lac Seneca. Il était le fils de Benjamin Nevius, d'origine hollandaise, et de son épouse Marie Denton. Il a fait ses études au collège d'Ovid, puis à l'Union College de Schenectady, puis, à partir de 1850, au séminaire théologique de Princeton afin de devenir pasteur de l'Église presbytérienne.
En 1853, il épouse Helen Coan et le 15 juin de la même année, le couple s'embarque, en tant que missionnaires, pour un pénible voyage de 6 mois pour atteindre Ningpo, dans la province de Che-Kiang, en Chine, où ils arrivent au printemps 1854.Tous deux entreprennent immédiatement l'apprentissage de la langue. L'intérêt de Nevius pour les phénomènes de possession a été déclenché par ses conversations avec son professeur de langues, M. Tu, qui partageait la forte croyance animiste ancestrale en la réalité et la puissance du monde  des esprits (voir la religion populaire chinoise).
Le pasteur et madame Nevius purent bientôt se mettre au travail, voyageant, prêchant, et mettant en place des postes missionnaires et des écoles, tout en poursuivant leurs activités d'étude et d'écriture. En 1861, le couple a déménagé dans la province de Shantung où la plupart de leurs  travaux missionnaires seront entrepris. Ils ont séjourné à Tung Chow et ont soigné la population locale au cours de l'épidémie de choléra de  1862. John Nevius s'est également occupé de la formation des missionnaires et a travaillé à établir le premier synode national chinois qui a eu lieu à Shanghai, en 1870, tandis que Helen Nevius créait un pensionnat pour jeunes filles.
En 1871, ils déménagèrent à Cheefoo, où ils rejoignent Hunter Corbett, et y construisirent une maison appelée "Nan Lou". En 1873, John partit pour une éprouvante tournée missionnaire de 900 kilomètres à pied. En 1877, il y eut une famine dans la province de Shantung (la "Grande Famine de la Chine du nord"), et il a joué un rôle central dans la collecte de fonds, l'établissement d'un centre de distribution alimentaire et l'organisation d'un secours corps depuis un état-major établi à Kao Yai. La famine a frappé de nouveau en 1889, et l'aide de John Nevius fut sollicitée, une nouvelle fois.
Nevius a continué avec son travail de missionnaire à la campagne jusqu'en 1887, parcourant des milliers de kilomètres, souvent dans des conditions difficiles liées au terrain et aux conditions climatiques. En 1890, il s'est rendu en Corée et, même s'il n'est resté que 2 semaines, son "Plan Nevius" (voir ci-dessous) a été adopté par la suite et a conduit à une croissance rapide de l'église. John Nevius est décédé subitement, chez lui, en octobre 1893, et a été enterré dans le cimetière de la Chefoo.
Nevius est l'auteur de plusieurs livres sur le sujet des religions, des pratiques spirituelles et de la vie sociale et politique chinoise, des phénomènes de possession par un esprit et du travail missionnaire; son épouse a également écrit une biographie exhaustive (voir bibliographie).

## L'Église missionnaire autochtone
Après avoir mis en question les méthodes des missionnaires occidentaux de son époque, Nevius a repris et développé dans une série d'articles de journal les principes des missionnaires Henry Venn et Rufus Anderson, principes dits des trois autonomies : "l'autonomie, l'autosuffisance et l'auto-propagation", c'est-à-dire l'indépendance totale des églises chinoises vis-à-vis des étrangers en termes de gouvernance, de financement et de travail missionnaire. Ces articles parus dans le Chinese Recorder en 1885 ont ensuite été publiés sous forme de livre paru en 1886, L'implantation et le développement des églises missionnaires. Nevius plaidait pour l'abandon des méthodes missionnaires anciennes et pour la création d'églises locales indépendantes reposant sur des ressources locales. Ill critiquait le fait de payer les missionnaires et pasteurs locaux sur les fonds des Sociétés des Missions de la mission de fonds, insistant sur le fait qu'une église locale en bonne santé devrait être en mesure de prendre en charge ses propres employés.

## Le Plan Nevius
Les principes missionnaires formulés par Nevius ont été désignés plus tard comme le "Plan Nevius", et ont un développement des idées existantes de Henry Venn et Rufus Anderson. Quand la Mission presbytérienne américaine a commencé son travail en Corée, les missionnaires ont invité Nevius pour qu'il les conseille. Ayant adopté sa méthode, la Mission coréenne a connu un grand succès ; cependant la Mission en Chine ne lui donna pas la même place. Le Plan Nevius inclut ce qui suit :
1. Les chrétiens doivent continuer à vivre dans leurs quartiers d'origine et poursuivre leur activité professionnelle, être financièrement autonomes et porter témoignage auprès de leurs collègues et voisins.
2. Les Missions doivent seulement développer les programmes et les institutions que l'église nationale souhaite et peut faire fonctionner.
3. Les églises nationales doivent appeler et subvenir aux besoins de leurs propres pasteurs.
4. Les églises doivent être construites dans le style local avec l'argent et les matériaux donnés par les membres de l'église.
5. Une formation biblique et doctrinale intensive doit être donnée aux les dirigeants de l'église chaque année.

Les "trois autonomies" théorisées par Nevius sont toujours citées comme des principes fondateurs par le Mouvement patriotique des trois autonomies, c'est-à-dire l'église protestante officielle de la République populaire de Chine. Elles jouent donc un rôle fondateur pour le protestantisme en Chine.